# Пербромат калия
Пербромат калия — неорганическое соединение, соль щелочного металла калия и бромной кислоты с формулой KBrO4, бесцветные кристаллы, растворимые в воде.

## Получение
- Электролиз бромата калия:

{\displaystyle {\mathsf {KBrO_{3}+H_{2}O\ {\xrightarrow {e^{-}}}\ KBrO_{4}+H_{2}}}}

- Реакцией бромата калия с фтором в щелочной среде:

{\displaystyle {\mathsf {KBrO_{3}+F_{2}+2KOH\ {\xrightarrow {\ }}KBrO_{4}+2KF+H_{2}O}}}

## Физические свойства
Пербромат калия образует бесцветные кристаллы, умеренно растворимые в воде без гидролиза. Раствор имеет нейтральную реакцию.

## Химические свойства
- Разлагается при нагревании:

{\displaystyle {\mathsf {2KBrO_{4}\ {\xrightarrow {275^{o}C}}\ 2KBrO_{3}+O_{2}}}}
{\displaystyle {\mathsf {KBrO_{4}\ {\xrightarrow {>390^{o}C}}\ KBr+2O_{2}}}}
- Является сильным окислителем:

{\displaystyle {\mathsf {2KBrO_{4}+I_{2}\ {\xrightarrow {}}\ 2KIO_{4}+Br_{2}}}}